# Teoria do macaco assassino

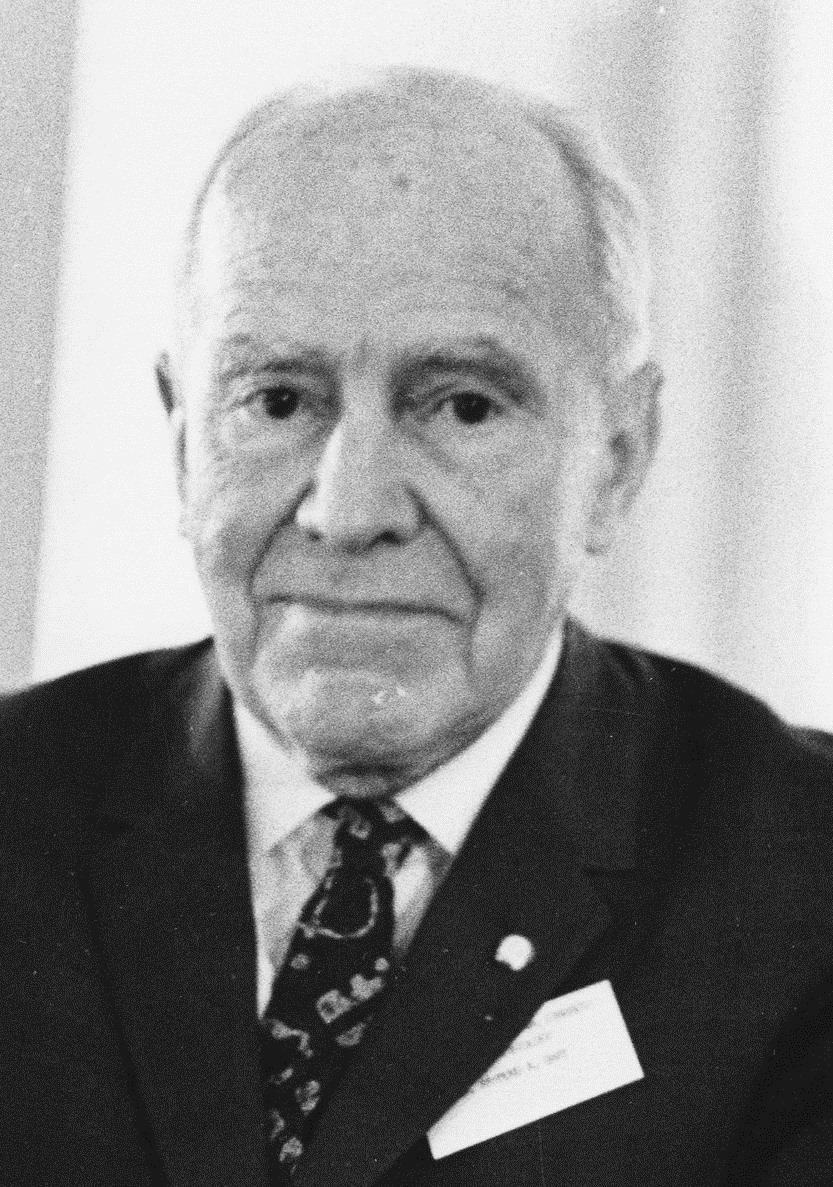
Raymond Dart, pensador que propôs a teoria.

A teoria do macaco assassino ou hipótese do macaco assassino é a teoria de que a guerra e a violência interpessoal foi a principal força por trás da evolução humana. Foi proposta em 1953 pelo antropólogo Raymond Dart e depois desenvolvida em 1961 no livro "African Genesis" de Robert Ardey.
A teoria ganhou força por sugerir que a violência era parte fundamental da psicologia humana, principalmente por causa do pensamento da época pós segunda guerra. A teoria sugere que os ancestrais humanos se distinguiam de outras espécies de primatas devido a sua grande agressividade, de forma tal que essa agressividade e outros instintos assassinos permanecessem na humanidade.
Alguns, inclusive, chegaram a defender que, a partir desse conceito, a paz humana seria sempre impossível, dado que a humanidade não poderia prosseguir sem exprimir sua natureza.